# Rescue Dawn
Rescue Dawn ist ein Kriegsfilm des Regisseurs Werner Herzog von 2006. Er basiert auf Herzogs Dokumentarfilm Flucht aus Laos (1997).
Der Film erzählt die Geschichte des deutsch-amerikanischen Kampfpiloten Dieter Dengler (gespielt von Christian Bale), der während des Vietnamkrieges über Laos abgeschossen wurde und unter größter Lebensgefahr aus einem Kriegsgefangenenlager der mit Nordvietnam und dem Vietcong verbündeten Pathet Lao fliehen konnte.

## Handlung
Das Flugzeug von Dieter Dengler, einem Piloten der United States Navy, wird bei einer geheimen Bombardierung über Laos abgeschossen. Er überlebt den Absturz, wird jedoch von einer Miliz der Pathet Lao gefangen genommen. Man bietet ihm an, ihn gnädig zu behandeln, wenn er ein Dokument unterzeichnet, das die Handlungen der USA scharf verurteilt. Dengler lehnt ab und wird daraufhin schwer gefoltert.
Dengler wird in ein Kriegsgefangenenlager tief im Dschungel gebracht, wo er fünf andere Gefangene kennenlernt. Als sie dahinterkommen, dass ihre Wärter aufgrund von Nahrungsknappheit planen, die Gefangenen im Dschungel zu töten und es wie einen Ausbruchsversuch aussehen zu lassen, beschließen sie zu flüchten. Es war zwar ausgemacht, die Wärter nur zu überwältigen, um ihnen Gewehre und Wegzehrung abzunehmen, doch Gene setzt sich mit drei weiteren Gefangenen ab. Dengler setzt die Flucht schließlich alleine mit Duane fort.
Die beiden schlagen sich Richtung Süden durch den Dschungel durch; ihre Flucht ist geprägt von vielen Strapazen und einer stetig nachlassenden körperlichen Verfassung. Als sie auf ein Dorf treffen, sind die Bewohner sehr überrascht und greifen sie an. Duane wird dabei von den Dorfbewohnern zunächst schwer am Oberschenkel verletzt und schließlich enthauptet. Dengler gelingt es zu flüchten und ist von da an alleine im Dschungel. Er hat auch mit sich selbst zu kämpfen: denn er hört Stimmen und leidet ständig an Hunger. Dengler wird schließlich von einem US-amerikanischen Flugzeug entdeckt und wenig später per Hubschrauber zu einem Militärflugplatz gerettet. Im Hospital wird er abgeschirmt, da er Teilnehmer einer geheimen Aktion gewesen ist und unter den Augen der CIA genest. Während eines Verhörs im Hospital durch Agenten der CIA, die offenbar beschließen, ihn nach Guam zu bringen, wird er von Kameraden seiner Einheit aus dem Hospital geschleust und zurück auf seinen Flugzeugträger gebracht, wo die Besatzung ihn unter Jubel zurückempfängt.

## Kritiken
Julian Hanich vom Tagesspiegel nannte in seiner Kritik den Film eine „Passions- und Auferstehungsgeschichte“ und einen „späten Erfolg für Regisseur Werner Herzog“: „Mit „Rescue Dawn“ zieht er noch einmal all seine Register.“ Das Lexikon des internationalen Films sprach von einem „Loblied auf menschliche Integrität und Selbstbehauptung, an authentischen Schauplätzen ebenso spannend wie einfühlsam verfilmt.“ Tobias Kniebe zeigte sich in der Süddeutschen Zeitung beeindruckt vom Zusammenspiel zwischen Regisseur und Darstellern: „Am spannendsten ist dabei die intensive Begegnung Herzogs mit einer neuen angloamerikanischen Schauspielergeneration.“ Die tiefe Übereinstimmung zwischen ihnen mache den Film „trotz all der äußeren Qualen, trotz Ameisenfolter und Würmeressen und Schlangenjagd, auch zu einem Herzogfilm von fast paradoxer Lässigkeit.“

„Ein guter Film, vielleicht sogar ein großartiger Film. Aber irgendetwas fehlt […]“

„Ein kleines Wunder – ein kluger Popcorn-Film“

## Hintergrund
Laut Angaben der Süddeutschen Zeitung kostete die Produktion 60 Millionen Dollar. Die Internet Movie Database schätzt das Budget auf nur 10 Millionen.

## Auszeichnungen
Nebendarsteller Steve Zahn erhielt eine Nominierung für die Independent Spirit Awards 2008. Bei den Satellite Awards 2007 wurde Hauptdarsteller Christian Bale nominiert.